# 포비아 (2008년 영화)
《포비아》(태국어: สี่แพร่ง, 영어: 4bia)는 2008년 공개된 태국의 공포 옴니버스 영화이다. 감독 넷이 각각 한 편씩 연출을 맡은 단편 영화 네 편을 모았다.

## 구성
- เหงา(Loneliness) - 용윳 통꼰툰 연출
- ยันต์สั่งตาย(Deadly Charm) - 빠윈 푸리찟빤야 연출
- คนกลาง(The Man In The Middle) - 반쫑 삐산타나꾼 연출
- เที่ยวบิน(Flight 224) - 팍품 웡품 연출

## 출연
- 레일라 분야삭
- 마네에랏 캄우안
- 위타왓 싱람퐁
- 아핀야 사쿨자로엔숙
- 나따퐁 차르트퐁
- 칸타팟 페름푼팟차라숙
- 퐁사톤 종윌락
- 위왓 콩라스리
- 나다 레송간
- 플라이 파라메즈
- 천 화찬나논
- 프란 타다비라왓

## 기타 제작진
- 라인 제작: 프란 타다비라왓, 수비몬 테차수피눈
- 제작 관리: 루디 러드수완시리